# Stephan Matthaei
Stephan Matthaei (* 4. September 1957 in Hamburg; † 1. April 2016 in Toronto) war ein deutscher Diabetologe.

## Leben
Stephan Matthaei studierte Medizin in Freiburg und Hamburg. An letzterer promovierte er 1984 mit einer Schrift über die Halbwertszeit von Insulin und erhielt im selben Jahr die Approbation als Arzt. Ein Ausbildungsstipendium der Deutschen Forschungsgesellschaft führte ihn bis 1986 an die „Departments of Endocrinology and Metabolism“ der Universitäten in San Diego und Boston. Nach Deutschland zurückgekehrt, arbeitete Matthaei von 1986 bis 1998 als wissenschaftlicher Mitarbeiter an der Medizinischen Kern- und Poliklinik der Universität Hamburg. In diesen Zeitraum fiel die Anerkennung als Facharzt für Innere Medizin, sowie in den Teilgebieten Endokrinologie/Diabetologie und Gastroenterologie, ferner seine Habilitation im Fachbereich „Innere Medizin“.
Von 1998 bis 2003 wirkte Matthaei an der Eberhard-Karls-Universität Tübingen als Oberarzt in der Abteilung für Innere Medizin der Medizinischen Klinik IV und Poliklinik. Seinen letzten Posten trat er 2003 als Chefarzt der Medizinischen Klinik und des Diabetes-Zentrums des Christlichen Krankenhauses Quakenbrück an, lehrte aber  auch weiterhin in Tübingen.
Schwerpunktmäßig befasste sich Matthaei in seinen Forschungen besonders mit den Themen Pathogenese, Prävention und Therapie des Typ-2-Diabetes, zur Insulinwirkung und Mechanismen der Insulinresistenz sowie der Pathogenese von Adipositas und Fettstoffwechselstörungen. Hierüber publizierte er zahlreich in internationalen Fachzeitschriften.
2008 war Matthaei Präsident der Herbsttagung der Deutschen Diabetes Gesellschaft, von 2011 bis 2013 fungierte er als deren Präsident.
Im Alter von 58 Jahren verstarb Stephan Matthaei überraschend während eines Expertentreffens im kanadischen Toronto. Er hinterließ seine Ehefrau und drei Kinder. Beigesetzt wurde er in der Familiengrabstätte auf dem Hamburger Friedhof Volksdorf.

## Veröffentlichungen (Auswahl)
(*) = als Herausgeber mit Monika Kellerer
- 1984: Halbwertszeit von Insulin im Plasma bei Patienten mit insulinresistentem Diabetes mellitus Typ II (Dissertationsschrift)
- 2012: Typ-1-Diabetes, Verlag Börm Bruckmeier, Grünwald, ISBN 978-3-89862-916-4 (*)
- 2012: Folgeerkrankungen bei Diabetes mellitus, Verlag Börm Bruckmeiner, Grünwald, ISBN 978-3-89862-917-1 (*)
- 2012: Diabetes mellitus im Kindes- und Jugendalter, Verlag Börm Bruckmeier, Grünwald, ISBN 978-3-89862-919-5 (*)
- 2012: Diabetes mellitus bei Frauen, Verlag Börm Bruckmeier, Grünwald, ISBN 978-3-89862-918-8 (*)
- 2013: Typ-2-Diabetes, Verlag Börm Bruckmeier, Grünwald, ISBN 978-3-89862-915-7 (*)
- 2013: Diabetes mellitus im Alter, Verlag Bröm Bruckmeier, Grünwald, ISBN 978-3-89862-920-1 (*)
- 2013: Dapagliflozin, Verlag Thieme, Stuttgart

## Auszeichnungen
- 1996: Dr.-Martini-Preis
- 2005: Ferdinand-Bertram-Preis